# Percy I. Lathy
Percy I. Lathy, Percy Ireland Lathy, född 1874 i Pulborough, död den 8 september 1943 i Vittel, var en engelsk entomolog, specialiserad på fjärilar. Han var medlem i Société entomologique de France, Entomological Society of London, Zoological Society of London och Entomological Society of America.